# حمحم منتفخ
حمحم منتفخ (الاسم العلمي:Borago inflata) هو نوع غير مؤكد من النباتات يتبع جنس الحمحم من الفصيلة الحمحمية.